# SERPINF2
SERPINF2 (англ. Serpin family F member 2) – білок, який кодується однойменним геном, розташованим у людей на короткому плечі 17-ї хромосоми. Довжина поліпептидного ланцюга білка становить 491 амінокислот, а молекулярна маса — 54 566.
| 10         |  | 20         |  | 30         |  | 40         |  | 50         |
| ---------- |  | ---------- |  | ---------- |  | ---------- |  | ---------- |
| MALLWGLLVL |  | SWSCLQGPCS |  | VFSPVSAMEP |  | LGRQLTSGPN |  | QEQVSPLTLL |
| KLGNQEPGGQ |  | TALKSPPGVC |  | SRDPTPEQTH |  | RLARAMMAFT |  | ADLFSLVAQT |
| STCPNLILSP |  | LSVALALSHL |  | ALGAQNHTLQ |  | RLQQVLHAGS |  | GPCLPHLLSR |
| LCQDLGPGAF |  | RLAARMYLQK |  | GFPIKEDFLE |  | QSEQLFGAKP |  | VSLTGKQEDD |
| LANINQWVKE |  | ATEGKIQEFL |  | SGLPEDTVLL |  | LLNAIHFQGF |  | WRNKFDPSLT |
| QRDSFHLDEQ |  | FTVPVEMMQA |  | RTYPLRWFLL |  | EQPEIQVAHF |  | PFKNNMSFVV |
| LVPTHFEWNV |  | SQVLANLSWD |  | TLHPPLVWER |  | PTKVRLPKLY |  | LKHQMDLVAT |
| LSQLGLQELF |  | QAPDLRGISE |  | QSLVVSGVQH |  | QSTLELSEVG |  | VEAAAATSIA |
| MSRMSLSSFS |  | VNRPFLFFIF |  | EDTTGLPLFV |  | GSVRNPNPSA |  | PRELKEQQDS |
| PGNKDFLQSL |  | KGFPRGDKLF |  | GPDLKLVPPM |  | EEDYPQFGSP |  | K          |

A: Аланін

C: Цистеїн

D: Аспарагінова кислота

E: Глутамінова кислота

F: Фенілаланін

G: Гліцин

H: Гістидин

I: Ізолейцин

K: Лізин

L: Лейцин

M: Метіонін

N: Аспарагін

P: Пролін

Q: Глутамін

R: Аргінін

S: Серин

T: Треонін

V: Валін

W: Триптофан

Кодований геном білок за функціями належить до інгібіторів протеаз, інгібіторів серинових протеаз. 
Задіяний у такому біологічному процесі як гостра фаза запалення. 
Секретований назовні.